# 懷生機場
24°56′24″N 121°19′00″E / 24.9401°N 121.3166°E
懷生機場，舊名八塊飛行場，也稱八塊厝飛行場，原址位於台灣桃園市八德區（舊新竹州桃園郡八塊庄，八塊即八德之舊稱）。於日治時期建造，駐有日軍神風特攻隊。在太平洋戰爭末期做為對美軍船艦攻擊的基地，另二處相同功用的機場是距離7公里外的龍潭(西)（戰後荒廢，跑道北半部現為國道三號）及龍潭飛行場（跑道部分約1公里；現為陸軍航空601旅龍城營區）。二戰後，在美軍協助下鋪設混凝土跑道（約2,573公尺）及柏油滑行道（約2,575公尺）各一條，並興建一座現代型式的塔台。為紀念黑貓中隊駕駛U-2偵察機殉職的飛行員陳懷生上校（追晉），取名為懷生機場。

## 歷史
二戰期間駐防八塊飛行場的部隊是日本陸軍航空隊，海軍航空隊被稱為神風，陸軍航空隊的自殺特攻隊稱為誠字號，八塊飛行場約在1944年10月建造完成，八德餘慶堂（蓮塘公宗祠）與敦德堂（道陞公宗祠）分別在1945年2月被日軍借用部分民宅做為軍事使用，其中餘慶堂的右側是被設置為醫療室，編制一名醫官及兩名醫務兵，特攻隊隊長及隊員便常到此處討論軍情或閒聊談笑，當時住在餘慶堂左側的邱創忠校長會說日語也對日軍頗為禮遇，彼此禮尚往來，邱家人製作龍鬚糖送特攻隊隊員，隊員則回禮整包的香菸。
1945年終戰後，國民政府來台接收了飛行場，當時也接收了日軍數台飛機與戰車，八塊飛行場開始被賦予空軍桃園基地的備用機場任務，1950年代，被當作戰鬥機的練習打靶場，一般民眾是禁止進入的，後來建造國道二號高速公路時，軍方更在國道上方蓋了一個飛機橋，是為了延伸飛機跑道而設想。
在美軍駐台期間，當美軍航空母艦停靠基隆後，其艦載機均暫駐懷生機場，待航空母艦離港時再飛返航空母艦歸建。美國與中華民國斷交後，做為中華民國空軍防砲司令部使用，並擔任空軍桃園基地之備降機場。此一階段，懷生機場僅提供高賓任務之直昇機起降使用。
懷生機場在1998年正式解除軍事機場任務，它也是國內最早的一個航空模型飛行場，早期由於航空模型協會與軍方有簽約的關係，提供給各玩家一個理想的場地。懷生機場於2001年撥交給中華民國陸軍陸軍運輸學校使用，才真正結束其原有飛機起降之功用。部分現已改建為國防大學校本部；跑道部分仍保留。
1990年代初期，原本在興建國道二號時，軍方還打算保留懷生機場；然而在國道二號通車後，軍方毅然決定廢止此機場。廢止後，其中一部分跑道，被國防大學相中，2007年7月正式從大直遷移至此而成為校本部。而大直原址則變成今日國防部新址。然而，國防大學除了在八德的校本部外，原本分散於桃園大溪的理工學院、台北復興崗的政戰學院及管理學院等校區仍然持續保留使用。

### 育勤營區
2020年10月22日，桃園市政府與國防部合作，在懷生機場原址興建「育勤營區」的第一期工程開工，預計於2023年6月完工。
基地總面積約75.15公頃，第一期開發面積28.57公頃，待營區完工之後，原駐守在內壢中原營區、大溪埔頂營區以及暫駐在鶯歌岳崙營區的部隊，將移至新建的育勤營區；同時成就中原營區（台鐵中原站）及大溪埔頂營區（轉運站）的都市計畫發展。